# Syada
Syada (nep. स्यादा) – gaun wikas samiti w zachodniej części Nepalu w strefie Karnali w dystrykcie Humla. Według nepalskiego spisu powszechnego z 2011 roku liczył on 337 gospodarstw domowych i 2036 mieszkańców (1010 kobiet i 1026 mężczyzn).